# ما جیانفی
ما جیانفی (انگلیسی: Ma Jianfei؛ زادهٔ ۲۹ ژوئیهٔ ۱۹۸۴) شمشیرباز اهل چین است.